# Brunner-pókszöcske
A Brunner-pókszöcske (Poecilimon brunneri) a fürgeszöcskék családjába tartozó, Közép- és Dél-Európában honos szöcskefaj.

## Megjelenése

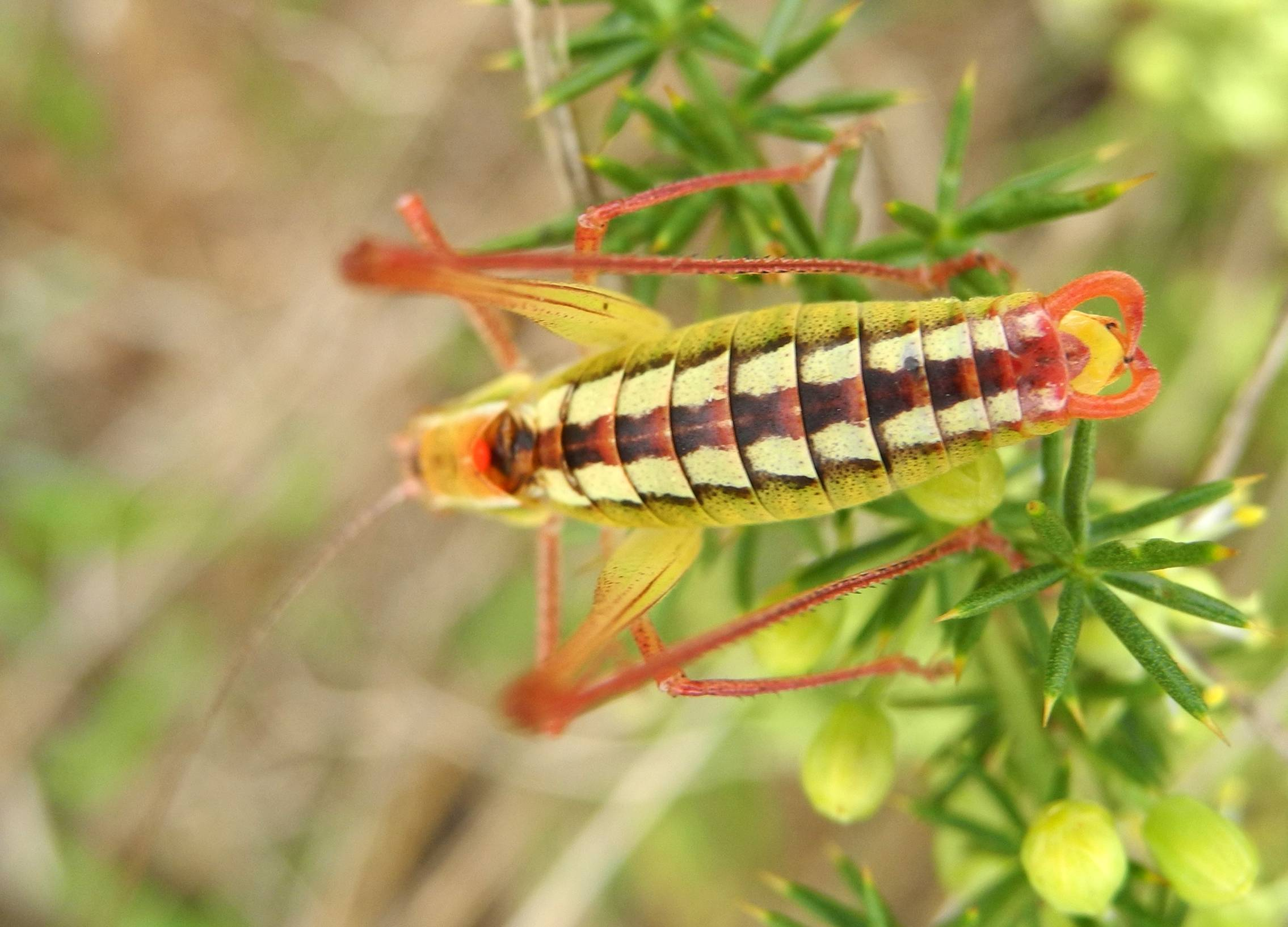

A Brunner-pókszöcske testhossza a hím esetében 13-14 mm, a nőstény 13-15 mm, ehhez járul még az 5-6 mm-es tojócső. Alapszíne zöld vagy sárgászöld, apró barna pöttyökkel. A háton sötét középvonal található, amit gyakran feltűnő, világos, széles sáv emel ki. Lábai és csápjai feltűnően hosszúak. A hím torpajzsának hátsó része kiemelkedő és világosbarna színű. Szárnyai csökevényesek, alig látszanak ki a torpajzs alól. A hím cercusai (potrohfüggelékei) pirosak, lapítottak, nagyjából derékszögben befelé hajolnak hajolnak és fekete pontban végződnek. A nőstény tojócsöve kissé felfelé ível. 
Ciripelés akár órákig is hallatott halk zizegés, amely emberi füllel alig megkülönböztethetően gyors, 4–6 tagú syllabus-sorozatokból áll, az egyes sorozatok között 3–10 másodperces szünetekkel. 

### Hasonló fajok
Közeli rokonaival (Fuss-pókszöcske, keleti pókszöcske, Schmidt-pókszöcske) lehet összetéveszteni.

## Elterjedése
A Balkán-félsziget középső és délkeleti részén honos, Közép-Szerbiától Észak-Görögországig, keleten Törökország európai részéig és a Fekete-tenger nyugati partvidékéig. Magyarországon 2003-ban fedezték fel egy kis, szigetszerű populációját egy Pécel melletti, mezőgazdasági táblák által körbevett, egy-két hektáros löszgyepen, amely mintegy 370 km-re északra található a legközelebbi állománytól. Feltehetően behurcolták, de ennek időpontja nem ismert, akár több száz éves is lehet az állomány.  

## Életmódja
Meleg és száraz, félszáraz, magasra növő réteken, gyepeken fordul elő. Növényevő, főleg különféle kétszikűek leveleivel és virágaival táplálkozik. Többnyire a gyepszint felső felében tartózkodik. A hímek éjszaka ciripelnek. Ha megzavarják, 10-30 cm-es ugrásokkal menekül.
Kifejlett példányaival júliustól ősz elejéig lehet találkozni. Áttelelő petéiből március-áprilisban kelnek ki a lárvák. 
Magyarországon fokozottan védett, természetvédelmi értéke 100 000 Ft.